# Alloscirtetica oliveirae
Alloscirtetica oliveirae är en biart som beskrevs av Urban 1977. Alloscirtetica oliveirae ingår i släktet Alloscirtetica och familjen långtungebin. Inga underarter finns listade i Catalogue of Life.